# 순천 향림사 동종
순천향림사동종(順天 香林寺 銅鐘)은 대한민국 전라남도 순천시 석현동, 향림사에 있는 조선시대의 동종이다. 2006년 12월 27일 전라남도의 유형문화재 제287호로 지정되었다.

## 개요
순천시 석현동 소재의 향림사 대웅전에 소장되어 있다.
순천 선적사(順天善積寺)에서 제작된 것으로 언제 이곳으로 옮겨졌는지는 알 수 없으나, 향림사와 선적사와 관련은 선암사 중수비(1703년)의 기록을 통해 추정해 볼 수 있다. 중수비에는 향림사와 선적사가 선암사의 말사였다는 것을 알 수 있다. 이것으로 보아 정확히 알 수 없으나 스님들간에 교류가 이루어지면서 이동된 것으로 추정된다.
종의 양식을 보면 종정부는 단용의 용뉴와 반구형의 천판을 갖추고 있으며, 종신부는 상대·유곽·보살입상이 장식되어 있다. 전방 의 좌측에 높이 21cm의 위패에는‘주상삼전하수만세(主上三殿下壽萬歲)’의 8자가 세로로 양각되어 있다.
용은 거칠고 사납게 조각되었고 입에는 여의주가 없다. 상대에는 원형의 구획안에 8개의 범자가 양각되었으며 중대에는 가로 16.3 × 세로 17.2(cm)의 보살입상 4구가 표현되었다. 하대는 2등분되어 여기에 범종의 제작과 관련된 명문이 양각되어 있다.
梵宇施

物同入在

乾隆十一年丙寅四月日

順天善積寺中鍾重百

五十斤

大施主 金雲鶴

梁石萬

化主 益眠

別座 出敏

時主持 禎海

雲仁

三綱 有仁 

梵雲 

鑄鍾片手 金今喆

명문내용으로 보아 이 범종은 1746년(영조20)에 순천 선적사(順天善積寺)에서 주조된 것으로 무게는 150근이며, 시주자는 김운학과 양석만이며, 주종편수는 김금철 임을 알 수 있다.
선적사는 승평지(昇平誌)에 1597년의 정유재란 후에 창건된 조그마한 사찰로 승려도 겨우 몇 명에 불과하였다고 전하고 있다.
이후 범우고(梵宇攷·중간승평지(重刊昇平誌)에 폐사되었다고 한 것으로 보아 18세기 전반기에는 잠시 폐사되었고, 이후 선적사 건륭십일년명종(善積寺乾隆十一年銘鐘)이 주조된 18세기 중반경에 다시 중창된 것으로 보인다. 이후 신증승평지(新增昇平誌, 1881년)에 선적사가 보이고 있어 19세기 말까지는 선적사가 존재하였던 것을 알 수 있다. 그 후에 폐사되어 지금에 이른 것으로 보인다. 현재 선적사는 전하지 않으며 정확한 위치는 파악되고 있지 않다.

## 참고 자료
- 순천향림사동종 - 국가유산청 국가유산포털